# 郝晷
郝 晷（かく き、生没年不詳）は、五胡十六国時代の人物。太原郡の出身。

## 生涯
前燕に仕え、散騎侍郎に任じられていた。
建熙10年（369年）10月、前燕と前秦は誼を結んでいたため、使者が両国間を往来していた。郝晷は前秦に度々使者として来訪していた。郝晷は前秦の尚書令王猛と以前から交友関係にあった。王猛は郝晷に前燕の様子を問うた。郝晷は前燕が滅ぶと見ており、王猛に自身を託そうと密かに考えて、前燕の現状を包み隠さず話した。
前燕が滅ぶと前秦に仕えた。
建元8年（372年）2月、清河相に任じられた。
淝水の戦いに大敗した前秦は混迷の極みにあり、郝晷は冀州諸郡の人々を集めて部曲として河南に拠り、翟魏の官爵を受けていた。
建興6年（391年）、翟魏が後燕に敗れるとこれに降った。後燕の皇帝慕容垂は適材の任に就かせた。
これ以後の事績は、史書に記されていない。

## 人物・逸話
建熙11年（370年）12月、王猛は諸将や属官とともに宴を開いた。王猛は「人心は同じではない。梁琛は長安で前燕を美化し、楽嵩は桓温の強盛ぶりを述べ、郝晷は前燕の疲弊ぶりを説くほどだ」と述べた。参軍馮誕が「その三人は今、我が国の臣でありますが、誰の意見を先に取られますか？」と問うた。王猛は「郝晷は僅かな兆候を知ることができるので、彼を先に取るだろう」と答えた。馮誕は「明公 (王猛) は丁公を賞して季布を誅するのですな」と述べた。王猛は大笑した。